# Corethrella quadrivittata
Corethrella quadrivittata är en tvåvingeart som beskrevs av Shannon och Ponte 1928. Corethrella quadrivittata ingår i släktet Corethrella och familjen Corethrellidae. Inga underarter finns listade i Catalogue of Life.